# Earophila ocellaria
Earophila ocellaria är en fjärilsart som beskrevs av Bodart 1910. Earophila ocellaria ingår i släktet Earophila och familjen mätare. Inga underarter finns listade i Catalogue of Life.